# Münkeboe
Münkeboe is een dorp in de Duitse deelstaat Nedersaksen. Het dorp is onderdeel van de gemeente Südbrookmerland in de Landkreis Aurich in Oost-Friesland. Centraal in het dorp staat de neogotische dorpskerk uit 1900.
In het dorp bevindt zich het Dörpmuseum Münkeboe, dat het midden houdt tussen een (zeer uitgebreid en veelzijdig) streekmuseum en een openluchtmuseum. Het beslaat verscheidene gebouwen rondom de oude dorpsmolen, waaronder een smederij, een winkeltje, een schooltje met maar 1 klaslokaal, enz. Het museum ontstond uit particuliere initiatieven tot behoud van deze molen, toen die op de nominatie stond om gesloopt te worden. In het museum herleeft met name het dagelijks bestaan in een veenkolonie tussen 1870 en 1933.

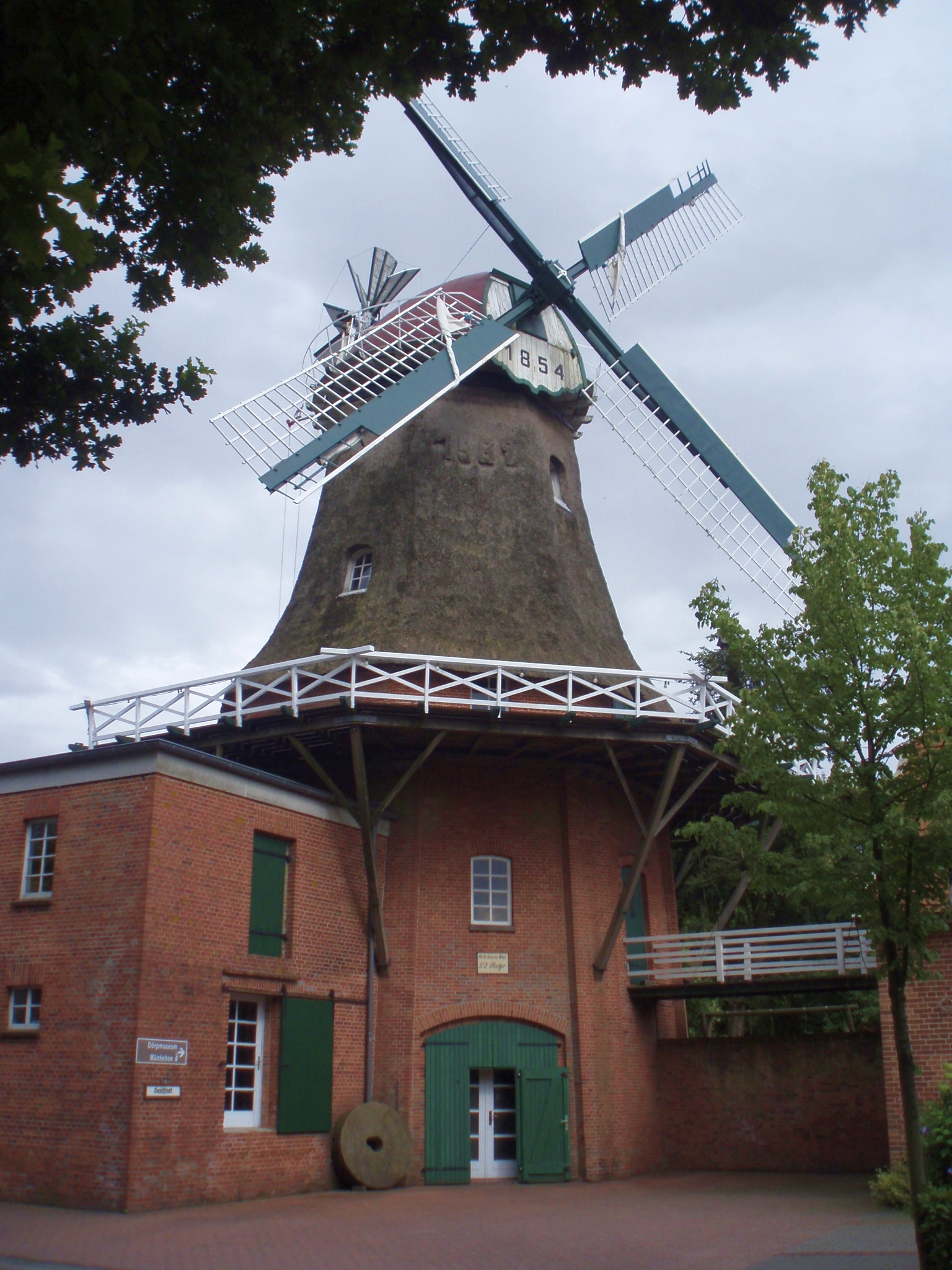
Molen van Münkeboe (achtkante bovenkruier)
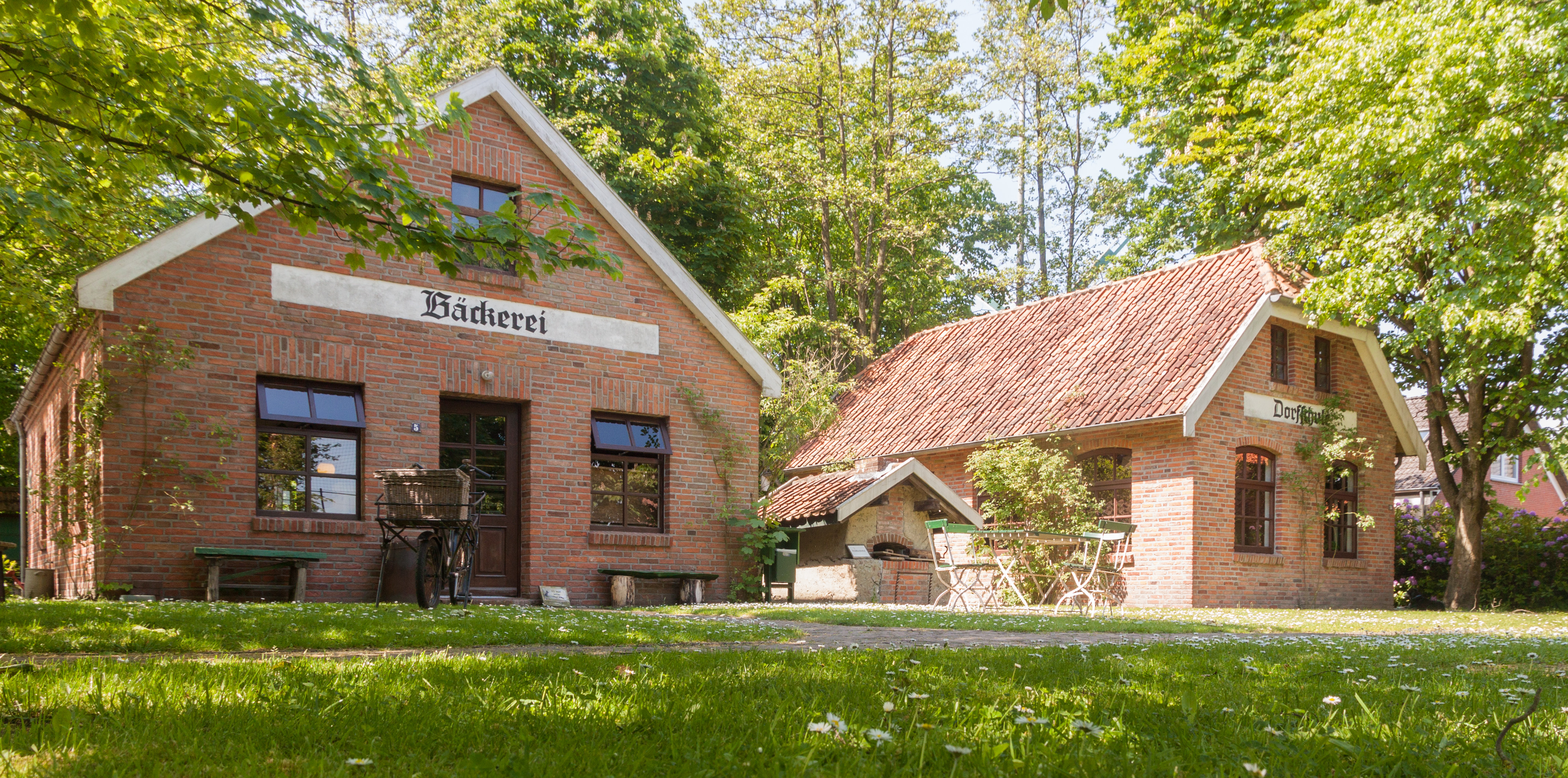
Bakkerij van het Dörpmuseum Münkeboe
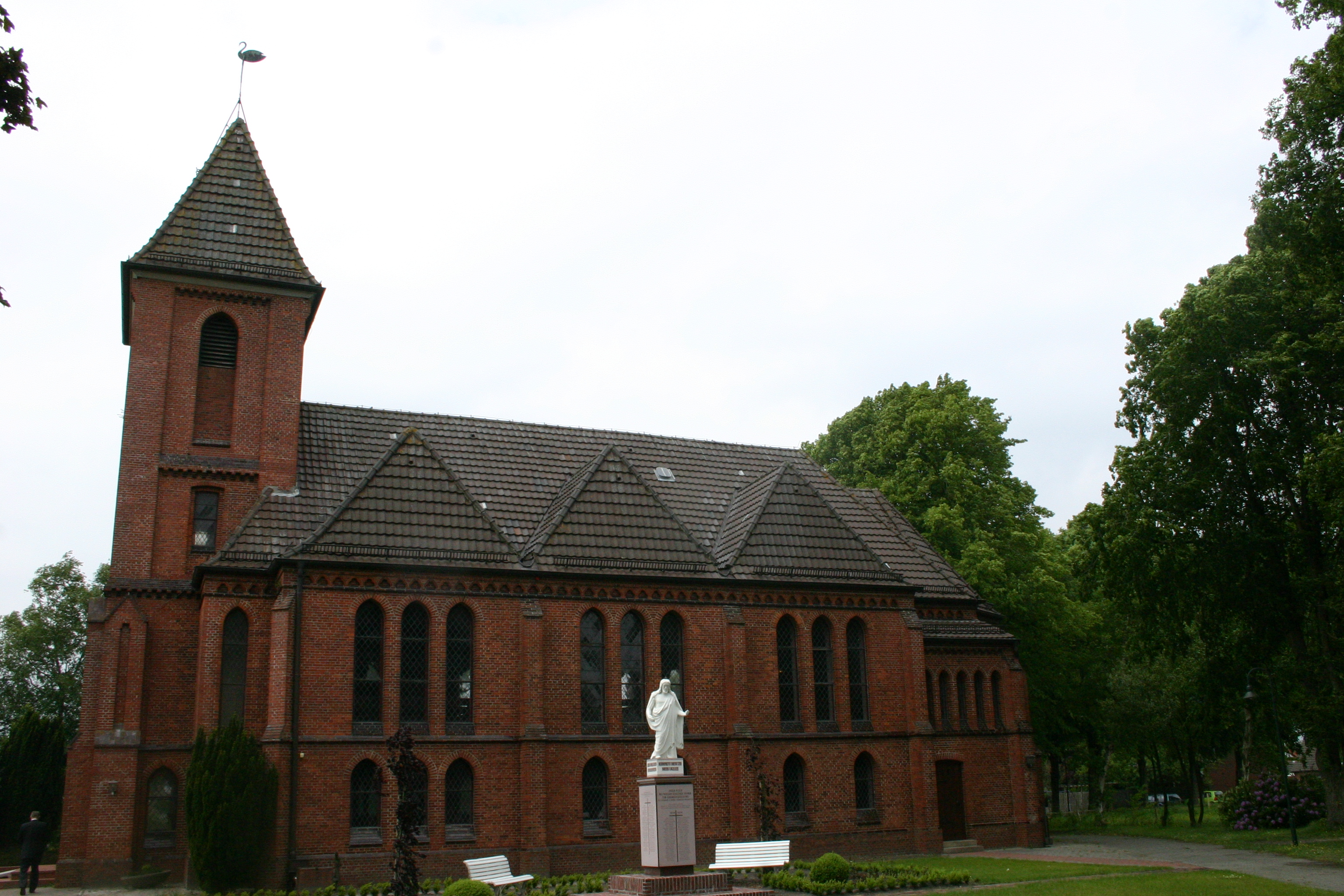
Kerk van Münkeboe

- Virtual International Authority File: 153118272